# Anastoechus phaleratus
Anastoechus phaleratus är en tvåvingeart som beskrevs av Hesse 1938. Anastoechus phaleratus ingår i släktet Anastoechus och familjen svävflugor. Inga underarter finns listade i Catalogue of Life.